# فاکس اند فرندز
فاکس اند فرندز (انگلیسی: Fox & Friends) برنامه گفتگو/خبری روزانه صبحگاهی محافظه کاری است که از شبکهٔ فاکس نیوز به میزبانی استیو دوسی، برایان کیلمید و اینسلی ایرهارت پخش می‌شود.
این برنامه ساعت ۶ صبح به وقت شرق آمریکا با تیتر آخرین خبرهای فاکس نیوز و اخبار صبحگاهی شروع می‌شود و با بخش‌های متنوعی از جمله وقایع کنونی مصاحبه‌ها و به روزرسانی خبرها با خبرنگاران و تحلیلگران ادامه می‌یابد.